# الطاقة (مترو دبي)
محطة الطاقة (بالإنجليزية: Energy station)‏؛ هي محطة نقل سريع على الخط الأحمر لشبكة مترو دبي التي تخدم دبي في الإمارات العربية المتحدة، تعد ثاني المحطات المتجهة من محطة جبل علي نحو محطة مركز الإمارات العربية المتحدة للصرافة.